# Fresendelf
Fresendelf ist eine Gemeinde im Kreis Nordfriesland in Schleswig-Holstein.

## Geografie

### Geografische Lage
Das Gemeindegebiet von Fresendelf erstreckt sich auf dem westlichen Ufer der Treene flussaufwärts von Schwabstedt im Landschaftsbereich der naturräumlichen Haupteinheit Bredstedt Husumer Geest südöstlich der genannten nordfriesischen Kreisstadt. Südlich des Ortes am Rande des benachbarten Gemeindegebiets von Süderhöft wendet sich der Flusslauf nach Westen.

### Nachbargemeinden
Fresendelf grenzt an:
| Schwabstedt | Schwabstedt (OT Hollbüllhuus)               |             |
| Hude        | Kompassrose, die auf Nachbargemeinden zeigt | Bergenhusen |
|             | Süderhöft                                   |             |

## Geschichte
Der Ortsname bedeutet Friesengraben und wurde im 15. Jahrhundert erstmals urkundlich erwähnt.
Am 1. Dezember 1934 wurde die zunächst bestehende Kirchspielslandgemeinde Schwabstedt aufgelöst. Alle ihre Dorfschaften, Dorfgemeinden und Bauerschaften wurden zu selbständigen Gemeinden/Landgemeinden, so auch Fresendelf.
Nachdem die Einwohnerzahl in den 1980er Jahren auf 70 gesunken war und die Bevölkerung immer älter wurde, kehrte sich dieser Trend Mitte der 1980er wieder um.

## Politik
Bei der Kommunalwahl 2023 errang die Wählergruppe Gemeinde Fresendelf (WG) erneut alle sieben Sitze der Gemeindevertretung. Die Wahlbeteiligung lag bei 85,7 Prozent.

### Wappen
Blasonierung: „In Gold über einem schmalen blauen Wellenfaden ein breiter blauer Wellenbalken, daraus hervorwachsend ein roter Glockenstuhl mit roter Glocke, begleitet oben rechts von einem roten Ochsenkopf und oben links von einem roten Großen Brachvogelkopf.“

## Verkehr

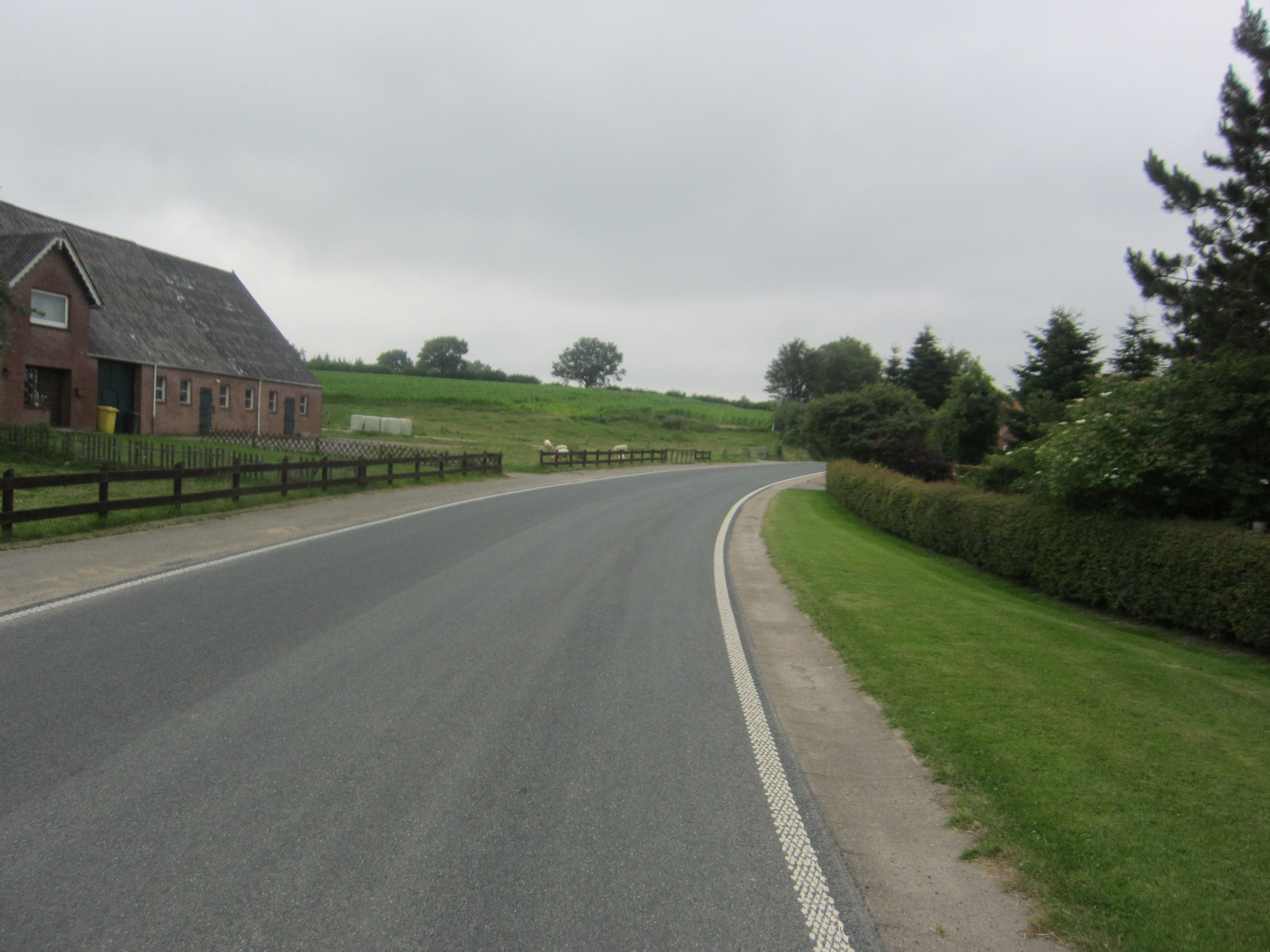
Fresendelf Dorfstraße

Durch das Gebiet der Gemeinde Fresendelf führt die nordfriesische Kreisstraße 31. Sie zweigt direkt an der Treenebrücke in Schwabstedt von der schleswig-holsteinische Landesstraße 38 in östlicher Richtung ab und führt im Bogen erneut an selbige heran. Der weitere Anschluss befindet sich im nördlichen Bereich der  Schwabstedter Gemarkung westlich des Ortsteils Lehmsiek.
Die bezeichnete Landesstraße bildet eine Verbindung von der Bundesstraße 202 in Seeth zur Bundesstraße 201 in Oster-Ohrstedt.
Im ÖPNV ist Fresendelf seit August 2019 mit dem neu eingeführten Rufbussystem des Kreises Nordfriesland im Rufbusbereich Süd mit Schwabstedt und weiter zum Bahnhof in Friedrichstadt angebunden. Zusätzlich besteht ein Schulbusverkehr nach Husum von Schwabstedt über Fresendelf (Buslinie 162). Dieser Betrieb erfolgt aktuell (Stand: 2023) durch das Busunternehmen Autokraft.

## Sonstiges
Der Ort fand im Jahr 2013 Eingang in die Musikwelt durch den gleichnamigen Song der ursprünglich aus Husum stammenden Deutschpunkband Turbostaat.